# Hessenpokal (Fußball) 2023/24
Der Hessenpokal 2023/24 war die 79. Austragung des Fußballpokalwettbewerbs der Männer. Der offizielle Name lautete „Bitburger Hessenpokal“, da der Pokal seit der Saison 2019/20 von der Bitburger Brauerei gesponsert wird.
Der Sieger des Hessenpokals nimmt in der Folgesaison am DFB-Pokal 2024/25 teil. Sollte sich der Sieger des Hessenpokals bereits über einen anderen Weg für den DFB-Pokal 2024/25 qualifiziert haben, geht das Startrecht auf den unterlegenen Finalgegner über.

## Teilnehmende Mannschaften
Für die erste Runde waren 32 Mannschaften sportlich qualifiziert, acht weitere stiegen im Achtelfinale ein. Das Teilnehmerfeld setzte sich wie folgt zusammen:
| Regionalliga Südwest 1 die 5 hessischen Vereine der Saison 2022/23 | Regionalliga Südwest 1 die 5 hessischen Vereine der Saison 2022/23 | Fair-Play-Wertung 1 die drei besten Mannschaften aus allen Verbandsspielklassen 2022/23 | Fair-Play-Wertung 1 die drei besten Mannschaften aus allen Verbandsspielklassen 2022/23 |
| TSV Steinbach Haiger FSV Frankfurt Kickers Offenbach | SG Barockstadt Fulda-Lehnerz KSV Hessen Kassel | FSV Wolfhagen (VII) SV Ranstadt (VII) | SG Waldsolms (VII) |
| Vertreter der Kreisverbände 32 Vertreter der Kreisverbände des HFV, in der Regel die Kreispokalsieger der Saison 2022/23 | | | |
| - Alsfeld SpVgg Leusel (VII) - Bergstraße VfR Fehlheim (VI) - Biedenkopf VfL Biedenkopf (VI) - Büdingen Viktoria Nidda (VII) - Darmstadt Rot-Weiß Darmstadt (VI) - Dieburg Germania Ober-Roden (VI) - Dillenburg TSV Bicken (VII) - Frankenberg FC Ederbergland (VI) | - Frankfurt SG Bornheim Grün-Weiss (VI) - Friedberg Türk Gücü Friedberg (V) - Fulda SG Ehrenberg (VII) - Gelnhausen FC Bayern Alzenau (V) - Gießen FC Gießen (V) - Groß-Gerau Rot-Weiß Walldorf (V) - Hanau 1. FC Erlensee (V) - Hersfeld-Rotenburg SG Niederaula/Kerspenhausen (VIII) | - Hochtaunus 1. FC-TSG Königstein (VII) - Hofgeismar-Wolfhagen 2 TSV Zierenberg (IX) - Kassel OSC Vellmar (VI) - Lauterbach-Hünfeld SV Steinbach (V) - Limburg-Weilburg TuS Dietkirchen (V) - Maintaunus FC Eddersheim (V) - Marburg TSV Eintracht Stadtallendorf (V) - Odenwald SV Hummetroth (VIII) | - Offenbach Sportfreunde Seligenstadt (VI) - Rheingau-Taunus TGSV Holzhausen (IX) - Schlüchtern SG Bad Soden (VI) - Schwalm-Eder Melsunger FV (VII) - Waldeck TuSpo Mengeringhausen (VII) - Werra/Meißner Lichtenauer FV (VII) - Wetzlar FC Cleeberg (VII) - Wiesbaden FV Biebrich 02 (VI) |
| Ligaebene in Klammern: IV = Regionalliga • V = Oberliga • VI = Verbandsliga • VII = Gruppenliga • VIII = Kreisoberliga • IX = Kreisliga A | | | |

## 1. Runde
| Datum                 |                             | Ergebnis              |                              |
| --------------------- | --------------------------- | --------------------- | ---------------------------- |
| 29.07.2023, 17:00 Uhr | SG Ehrenberg                | 2:2 (1:2) (4:3 i. E.) | SG Bad Soden                 |
| 30.07.2023, 16:00 Uhr | TuSpo Mengeringhausen       | 1:0 (0:0)             | Lichtenauer FV               |
| 30.07.2023, 16:00 Uhr | SpVgg Leusel                | 3:1 (1:1)             | Melsunger FV                 |
| 30.07.2023, 16:00 Uhr | VfR Fehlheim                | 3:2 (1:2)             | Rot-Weiß Darmstadt           |
| 30.07.2023, 16:00 Uhr | SV Hummetroth               | 1:3 (0:0)             | Germania Ober-Roden          |
| 02.08.2023, 20:00 Uhr | SG Bornheim Grün-Weiss      | 0:1 (0:0)             | Türk Gücü Friedberg          |
| 09.08.2023, 18:45 Uhr | SG Niederaula/Kerspenhausen | 0:1 (0:0)             | SV Steinbach                 |
| 09.08.2023, 19:00 Uhr | TSV Zierenberg              | 0:4 (0:2)             | OSC Vellmar                  |
| 09.08.2023, 19:30 Uhr | FV Biebrich 06              | 1:2 (0:1)             | Rot-Weiß Walldorf            |
| 09.08.2023, 19:30 Uhr | Viktoria Nidda              | 0:3 (0:1)             | 1. FC Erlensee               |
| 09.08.2023, 19:30 Uhr | TSV Bicken                  | 0:4 (0:0)             | TSV Eintracht Stadtallendorf |
| 15.08.2023, 18:30 Uhr | Sportfreunde Seligenstadt   | 1:5 (1:1)             | FC Bayern Alzenau            |
| 16.08.2023, 19:00 Uhr | VfL Biedenkopf              | 0:2 (0:1)             | FC Ederbergland              |
| 16.08.2023, 19:00 Uhr | FC Cleeberg                 | 1:7 (1:4)             | FC Gießen                    |
| 06.09.2023, 19:30 Uhr | TGSV Holzhausen             | 0:4 (0:2)             | FC Eddersheim                |
| 06.09.2023, 20:15 Uhr | 1. FC-TSG Königstein        | 1:5 (0:3)             | TuS Dietkirchen              |

## 2. Runde
| Datum                 |                       | Ergebnis              |                              |
| --------------------- | --------------------- | --------------------- | ---------------------------- |
| 05.09.2023, 18:00 Uhr | VfR Fehlheim          | 1:4 (1:4)             | FC Bayern Alzenau            |
| 19.09.2023, 19:30 Uhr | Türk Gücü Friedberg   | 2:2 (0:0) (5:3 i. E.) | FC Eddersheim                |
| 20.09.2023, 19:30 Uhr | SpVgg Leusel          | 1:3 (0:1)             | SV Steinbach                 |
| 20.09.2023, 19:30 Uhr | Germania Ober-Roden   | 3:2 (1:1)             | Rot-Weiß Walldorf            |
| 26.09.2023, 19:30 Uhr | OSC Vellmar           | 1:0 (0:0)             | TSV Eintracht Stadtallendorf |
| 11.10.2023, 19:30 Uhr | TuS Dietkirchen       | 0:1 (0:0)             | FC Gießen                    |
| 18.10.2023, 19:30 Uhr | TuSpo Mengeringhausen | 1:4 (0:3)             | FC Ederbergland              |
| 21.10.2023, 15:00 Uhr | SG Ehrenberg          | 3:3 (2:2) (4:5 i. E.) | 1. FC Erlensee               |

## Achtelfinale
Die Paarungen des Achtelfinales sowie der weitere Turnierverlauf wurden am 28. November 2023 im Presseraum der PSD Bank Arena ausgelost:
| Datum                 |                     | Ergebnis              |                              |
| --------------------- | ------------------- | --------------------- | ---------------------------- |
| 17.02.2024, 13:30 Uhr | FC Bayern Alzenau   | 2:2 (2:2) (5:6 i. E.) | SG Barockstadt Fulda Lehnerz |
| 24.02.2024, 14:00 Uhr | FC Gießen           | 0:0 (2:4 i. E.)       | KSV Hessen Kassel            |
| 24.02.2024, 14:00 Uhr | 1. FC Erlensee      | 3:2 (1:2)             | FSV Frankfurt                |
| 24.02.2024, 16:30 Uhr | SG Waldsolms        | 0:7 (0:2)             | FC Ederbergland              |
| 25.02.2024, 15:00 Uhr | Germania Ober-Roden | 1:1 (1:1) (6:7 i. E.) | FSV Wolfhagen                |
| 06.03.2024, 19:30 Uhr | SV Ranstadt         | 0:3 (0:2)             | Türk Gücü Friedberg          |
| 13.03.2024, 19:00 Uhr | SV Steinbach        | 1:6 (0:0)             | Kickers Offenbach            |
| 13.03.2024, 19:00 Uhr | OSC Vellmar         | 0:2 (0:1)             | TSV Steinbach Haiger         |

## Viertelfinale
| Datum                 |                   | Ergebnis  |                              |
| --------------------- | ----------------- | --------- | ---------------------------- |
| 20.03.2024, 19:00 Uhr | KSV Hessen Kassel | 2:1 (0:0) | TSV Steinbach Haiger         |
| 20.03.2024, 19:00 Uhr | 1. FC Erlensee    | 1:2 (0:1) | SG Barockstadt Fulda Lehnerz |
| 20.03.2024, 20:00 Uhr | FC Ederbergland   | 0:2 (0:0) | Türk Gücü Friedberg          |
| 16.04.2024, 17:30 Uhr | FSV Wolfhagen     | 1:4 (0:4) | Kickers Offenbach            |

## Halbfinale
| Datum                 |                              | Ergebnis              |                   |
| --------------------- | ---------------------------- | --------------------- | ----------------- |
| 24.04.2024, 19:00 Uhr | Türk Gücü Friedberg          | 2:1                   | KSV Hessen Kassel |
| 30.04.2024, 19:00 Uhr | SG Barockstadt Fulda Lehnerz | 2:2 (1:1) (6:7 i. E.) | Kickers Offenbach |

## Finale
| Datum      |                     | Ergebnis  |                   |
| ---------- | ------------------- | --------- | ----------------- |
| 25.05.2024 | Türk Gücü Friedberg | 2:3 (1:1) | Kickers Offenbach |